# 皮拉乌巴
皮拉乌巴是巴西米纳斯吉拉斯州的一个市镇。总面积145平方公里，总人口10686人，人口密度73.7人/平方公里。